# Marcel Communeau
Marcel Communeau (Beauvais, 11 de septiembre de 1885 — 26 de junio de 1971) fue un ingeniero civil y ex–jugador francés de rugby que se desempeñó como ala.
Communeau fue el primer capitán de Les Bleus y a él se le atribuye haber elegido al gallo como el emblema deportivo de su país. Desde 2015 es miembro del World Rugby Salón de la Fama.

## Biografía
Fue el primer jugador en disputar 10 test-matches (junto a Gaston Lane) y 20. Además participó del primer partido internacional oficial de su seleccionado, el 1.º de enero de 1906 contra Nueva Zelanda en París, así como el primer Torneo de las Seis Naciones en la edición de 1910 e igualmente los tres siguientes, también como capitán. Lideró a su equipo en la primera victoria francesa en el torneo, contra Escocia en 1911.
En total jugó 21 partidos, 18 de ellos como capitán y marcó tres tries. Su preocupación constante fue de integrar a los forwards a todas las fases del juego y no de reducirlos solo al contacto.
Un ingeniero que participó en la Primera Guerra Mundial, obtuvo la Cruz de Guerra en 1918, y la Legión de Honor en 1932.

## Palmarés
- Campeón del Top 14 de 1907–08.